# Klacsanó
Klacsanó település Ukrajnában, a Munkácsi járásban.

## Fekvése
Munkács nyugati szomszédjában, Munkács és Iványi közt fekvő település.

## Története
A település és környéke már az őskorban is lakott volt, a falu határában számos őskori halomsírt tártak fel. Az előkerült leletek bizonyítják, hogy egykor erre vezetett északkeleti 
irányban az őskori vánmdorlási út.
Klacsanó nevét 1475-ben említette először oklevél.
A falu egykori birtokosa a Klacsanói Gallis család volt. A 16. században lakói reformátusok voltak.
A falu lakosainak nagy része a 17. századtól ruszin volt.
1910-ben 1099 lakosából 62 magyar, 211 német, 825 ruszin volt. Ebből 189 római katolikus, 681 görögkatolikus, 241 izraelita volt.
A trianoni békeszerződés előtt Bereg vármegye Latorczai járásához tartozott.

## Nevezetességek
- Római katolikus temploma - 19. században épült egy középkori elpusztult templom helyén.